# Ashita no Joe
Ashita no Joe (jap. あしたのジョー Ashita no Jō) – manga napisana przez Asao Takamoriego i zilustrowana przez Tetsuyę Chibę, publikowana na łamach magazynu „Shūkan Shōnen Magazine” wydawnictwa Kōdansha w latach 1968–1973. Całość zebrano w 20 tomach.
Na podstawie mangi powstał serial anime stworzony przez studio Mushi Production, który emitowano w latach 1970–1971. Druga seria, wyprodukowana przez studio Tokyo Movie Shinsha, emitowana była w latach 1980–1981.
W 1970 roku na bazie mangi powstał także film live action. Drugi film aktorski miał premierę w 2011 roku.

## Fabuła
Joe Yabuki, młody włóczęga, przypadkowo spotyka Danpeia Tange, byłego trenera boksu i alkoholika, podczas włóczęgi po slumsach San’yi. Rozpoznając talent Joe, Danpei postanawia trenować go na boksera, jednak Joe zostaje aresztowany za oszustwo. W tymczasowym więzieniu walczy z Nishim Kanichim, liderem grupy chuliganów, po czym obaj zostają przeniesieni do poprawczaka. Tam Joe poznaje Tōru Rikiishiego, byłego bokserskiego geniusza. Między nimi rodzi się rywalizacja, gdy Rikiishi powstrzymuje Joe przed ucieczką. Więzienie organizuje turniej bokserski prowadzony przez Danpeia i finansowany przez milionera Mikinosuke Shirakiego oraz jego córkę Yoko. W finale Rikiishi dominuje nad Joe, aż do momentu, gdy ten wykonuje kontratak, co skutkuje podwójnym nokautem. Czując, że pojedynek nie rozstrzygnął niczego, Joe i Rikiishi przysięgają ponownie zmierzyć się jako zawodowi bokserzy.
Po wyjściu z więzienia Joe dołącza do nowego, niewielkiego klubu bokserskiego założonego przez Danpeia, razem z Nishim. Joe zdobywa popularność jako amatorski bokser dzięki swojemu agresywnemu stylowi walki i charakterystycznym nokautom, jednak odmawia mu się licencji zawodowej aż do momentu, gdy prowokuje mistrza boksu, Wolfa Kanagushiego. Joe wygrywa pojedynek i zdobywa prawo do walki z Rikiishim na zawodowym ringu.
Rikiishi ma przed sobą obiecującą karierę finansowaną przez Mikinosuke Shirakiego, ale jest zdeterminowany, by rozstrzygnąć swój konflikt z Joe. Ponieważ walczy w kategorii piórkowej, podczas gdy Joe jest w kategorii koguciej, Rikiishi przechodzi wyczerpujący program redukcji wagi. Ich pojedynek jest wyrównany. Rikiishi nokautuje Joe w 8. rundzie i wygrywa, ale później umiera z powodu połączenia skutków utraty wagi i krwotoku mózgu, którego doznał podczas walki.
Joe jest straumatyzowany śmiercią Rikiishiego. Danpei zauważa, że ten nie jest w stanie zadawać ciosów w głowę swoim przeciwnikom. Joe przegrywa trzy walki z rzędu i ostatecznie znika, by dołączyć do nielegalnych walk bokserskich na prowincji. Powraca, by zmierzyć się z szóstym zawodnikiem światowego rankingu, Carlosem Riverą. Carlosem zarządza Yoko, która, zainteresowana Joe, przejęła zarządzanie siłownią swojego ojca. Walka przeradza się w bójkę, ale Joe zdobywa ogromną sławę i szacunek, a on i Carlos zostają przyjaciółmi. Carlos zostaje później znokautowany w pierwszej rundzie przez mistrza świata José Mendozę i doznaje poważnych uszkodzeń mózgu.
Po walce z Carlosem Joe zostaje uznany za boksera światowej klasy. Zmaga się jednak z utrzymaniem wagi w kategorii koguciej z powodu późnego skoku wzrostu, co zmusza go do wyczerpującej redukcji wagi, podobnej do tej, przez którą przeszedł Rikiishi. Joe pokonuje mistrza OPBF, Kim Yong-bi, południowokoreańskiego boksera i weterana wojny koreańskiej, a następnie wygrywa kilka walk obronnych o tytuł. Tymczasem Yoko zdobywa prawa do organizacji kolejnej walki obronnej tytułu przez Mendozę. Obawiając się, że Joe stracił swoje instynkty bojowe, zmusza go do zmierzenia się z malezyjskim bokserem Harimau, zanim będzie mógł wyzwać Mendozę. Joe z trudem wygrywa ten pojedynek.
Walka z Mendozą ma odbyć się na wypełnionym po brzegi stadionie w Tokio. Przed pojedynkiem Yoko odkrywa, że Joe cierpi na encefalopatię bokserską. Próbuje odwołać walkę, wyznając mu swoją miłość, ale Joe odmawia.
Mendoza dominuje we wczesnych rundach, a Joe traci wzrok w jednym oku. Początkowo opanowany, Mendoza zaczyna tracić panowanie nad sobą, gdy Joe nadal się trzyma, niezależnie od tego, ile obrażeń odnosi. Joe udaje się kilkakrotnie powalić Mendozę. Walka ostatecznie trwa pełne piętnaście rund. Mendoza zostaje ogłoszony zwycięzcą na podstawie punktów, ale jego włosy posiwiały po traumie spowodowanej walką. Danpei odwraca się, by pocieszyć Joe, ale zastaje go siedzącego nieprzytomnego na krześle z uśmiechem na twarzy.
Od dawna toczy się debata, czy Joe umarł w końcowej scenie. Artysta Chiba stwierdził, że narysował zakończenie w ostatniej chwili, a pierwotne zakończenie Takamoriego było inne. Takamori w biografii z 1979 roku stwierdził, że Joe zmarł, podczas gdy Chiba odmówił bezpośredniego skomentowania, sugerując, że Joe mógł przeżyć. W wywiadzie z 2001 roku patomorfolog Masahiko Ueno stwierdził, że Joe musiał być żywy na ostatnim kadrze, aby pozostać w pozycji siedzącej.

## Manga
Seria była publikowana od 1 stycznia 1968 do 13 maja 1973 w magazynie „Shūkan Shōnen Magazine”. Wydawnictwo Kōdansha zebrało jej rozdziały w 20 tankōbonach, wydawanych od 7 marca 1970 do 15 czerwca 1973.
| Nr | Data wydania (język japoński) | ISBN (język japoński)  |
| -- | ----------------------------- | ---------------------- |
| 1  | 7 marca 1970                  | ISBN 978-4-06-109080-4 |
| 2  | 7 marca 1970                  | ISBN 978-4-06-109081-1 |
| 3  | 4 maja 1970                   | ISBN 978-4-06-109086-6 |
| 4  | 6 maja 1970                   | ISBN 978-4-06-109087-3 |
| 5  | 6 lipca 1970                  | ISBN 978-4-06-109091-0 |
| 6  | 7 października 1970           | ISBN 978-4-06-109099-6 |
| 7  | 18 stycznia 1971              | ISBN 978-4-06-109110-8 |
| 8  | 8 marca 1971                  | ISBN 978-4-06-109116-0 |
| 9  | 6 maja 1971                   | ISBN 978-4-06-109122-1 |
| 10 | 6 lipca 1971                  | ISBN 978-4-06-109125-2 |
| 11 | 7 października 1971           | ISBN 978-4-06-109130-6 |
| 12 | 8 grudnia 1971                | ISBN 978-4-06-109135-1 |
| 13 | 4 lutego 1972                 | ISBN 978-4-06-109142-9 |
| 14 | 6 czerwca 1972                | ISBN 978-4-06-109150-4 |
| 15 | 8 sierpnia 1972               | ISBN 978-4-06-109154-2 |
| 16 | 9 października 1972           | ISBN 978-4-06-109164-1 |
| 17 | 8 grudnia 1972                | ISBN 978-4-06-109172-6 |
| 18 | 8 lutego 1973                 | ISBN 978-4-06-109184-9 |
| 19 | 7 maja 1973                   | ISBN 978-4-06-109191-7 |
| 20 | 15 czerwca 1973               | ISBN 978-4-06-109196-2 |

## Anime

### Serial telewizyjny
Na podstawie pierwszych 14 tomów mangi studio Mushi Production wyprodukowało telewizyjny serial anime, który był emitowany na antenie Fuji TV od 1 kwietnia 1970 do 29 września 1971. Druga seria, która rozpoczynała się od tomu 9 i obejmowała resztę mangi, została stworzona przez studio Tokyo Movie Shinsha i nadawana była na kanale Nippon TV od 13 października 1980 do 31 sierpnia 1981. Obydwie serie wyreżyserował Osamu Dezaki.
W 2018 roku, z okazji 50. rocznicy powstania mangi, wydano anime Megalo Box, futurystyczną reimaginację oryginału. Seria jest ostateczną koncepcją spośród wielu początkowych pomysłów reżysera Moriyamy, z których jeden zakładał, że historia będzie opowiadać o Rikiishim Toru, rywalu i przyjacielu Joego.

### Filmy kinowe
Przemontowane wersje dwóch serii anime zostały wydane jako filmy kinowe przez Nippon Herald Films odpowiednio 8 marca 1980 i 4 lipca 1981.

## Filmy live action
Film live action oparty na mandze został wydany w 1970 roku w Japonii. W produkcji wystąpili Shōji Ishibashi jako Joe Yabuki, Ryūtarō Tatsumi jako Danpei Tange i Seiichirō Kameishi jako Tōru Rikiishi.
Drugi film aktorski miał swoją premierę w Japonii 11 lutego 2011. Wystąpili w nimi Tomohisa Yamashita jako Joe Yabuki, Teruyuki Kagawa jako Danpei i Yūsuke Iseya jako Tōru Rikiishi. Film zarobił 1,1 miliarda jenów w japońskim box office.